# Taisan-ji (Matsuyama)
Pour les articles homonymes, voir Taisan-ji.
Le Taisan-ji (太山寺) est un temple bouddhiste Shingon situé à Matsuyama, préfecture d'Ehime au Japon. C'est le cinquante-deuxième temple du pèlerinage de Shikoku. Le hon-dō est un trésor national du Japon.

## Histoire
Le Taisan-ji aurait été fondé par un commerçant aisé de Kyushu au VIe siècle après avoir été sauvé du naufrage par Guanyin. Le temple a bénéficié du patronage impérial du temps de l'empereur Shōmu.
En 2015, le Taisan-ji est désigné Japan Heritage avec les 87 autres temples du pèlerinage de Shikoku.

## Bâtiments
- Hondō (époque de Kamakura), (trésor national du Japon)[2],[3],[4].
- Niōmon (époque de Kamakura) (bien culturel important du Japon)[5],[6],[7].

## Trésors
- Statue en bois de Jūichimen Kannon (木造十一面観音立像?) (époque de Heian) (bien culturel important du Japon)[8],[9],[10]
- Statue en bois de Jūichimen Kannon (hibutsu) (木造十一面観音立像?) (époque de Heian) (bien culturel important du Japon)[11],[12]